# 八太郎
八太郎（はったろう）は青森県八戸市の町丁。郵便番号は039-1168。人口は2,005人、世帯数は899世帯（2020年4月30日現在）。現行行政地名は八太郎一丁目から八太郎六丁目。全域で住居表示が実施されている。旧陸奥国三戸郡河原木村の一部、青森県三戸郡下長苗代村大字河原木の一部、青森県八戸市大字河原木の一部。

## 概要
八太郎は八戸市を流れる馬淵川河口の北側の地域である。かつては八太郎沼、北沼などの潟湖があり、浜砂鉄の採掘地でもあった。1940年から工業地帯整備事業、馬淵川河口改修事業が進展した工業地帯に程近い地域である。周辺には八戸港第二工業港があり、三菱製紙八戸工場や八戸精錬所、八戸臨海鉄道の県営鉄道工業専用線が敷設されている。1970年代から市街化が進み、住宅街が広がっている。

## 世帯数と人口
2020年（令和2年）4月30日現在の世帯数と人口は以下の通りである。
| 丁目         | 世帯数  | 人口    |
| ------------ | ------- | ------- |
| 八太郎一丁目 | 45世帯  | 84人    |
| 八太郎二丁目 | 247世帯 | 513人   |
| 八太郎三丁目 | 249世帯 | 603人   |
| 八太郎四丁目 | 106世帯 | 231人   |
| 八太郎五丁目 | 177世帯 | 428人   |
| 八太郎六丁目 | 75世帯  | 146人   |
| 計           | 899世帯 | 2,005人 |

## 沿革
- 2009年(平成21年)2月9日 - 大字河原木の一部から八太郎一～三丁目、五～六丁目が成立。
- 2011年(平成23年)2月11日 - 大字河原木の一部から八太郎四丁目が成立。

### 町名の変遷
| 実施後       | 実施年月日    | 実施前（各町名ともその一部）                         |
| ------------ | ------------- | ---------------------------------------------------- |
| 八太郎一丁目 | 2009年2月9日  | 大字河原木字左比代、川目、南町、濃谷地、中島、八太郎 |
| 八太郎二丁目 | 2009年2月9日  | 大字河原木字左比代、八太郎、南町、中島               |
| 八太郎三丁目 | 2009年2月9日  | 大字河原木字八太郎、八太郎山、下谷地、蓮沼           |
| 八太郎四丁目 | 2011年2月11日 | 大字河原木字八太郎、根岸                             |
| 八太郎五丁目 | 2009年2月9日  | 大字河原木字蓮沼                                     |
| 八太郎六丁目 | 2009年2月9日  | 大字河原木字浜名谷地                                 |

これにより、字左比代は八戸ゴルフ倶楽部の西側のごく一部となりほぼ消滅した。また、字根岸も日計五丁目と分け合って編入し消滅した。

## 伝説
階上岳から十和田湖に至る「八の太郎大蛇伝説」がある。